# TV Gazeta Vitória
TV Gazeta Vitória é uma emissora de televisão brasileira sediada em Vitória, capital do estado do Espírito Santo. Opera no canal 4 (22 UHF digital) e é afiliada à TV Globo. É uma das emissoras da Rede Gazeta e a cabeça de rede que gera seus programas para todo o estado. Seus estúdios ficam localizados no bairro Monte Belo, junto a holding da Rede Gazeta de Comunicações, e sua antena de transmissão está no alto do Morro da Fonte Grande.

## História
Em 1966, um grupo de políticos e empresários criou a TV Clube Intermunicipal, embrião da TV Gazeta. A partir de negociações, disputas e conversas que remontam aos anos iniciais da década de 70, a família Monteiro Lindenberg conseguiu o contrato de retransmissão da Globo e a concessão do canal 4 VHF, inaugurando a emissora em 11 de setembro de 1976. Em seus primórdios, foram contratados de outros estados, profissionais experientes na área televisiva, além de treinamentos de jornalistas e técnicos com a equipe da TV Globo Rio de Janeiro, considerando que o curso de Comunicação Social da Universidade Federal do Espírito Santo, com habilitação em jornalismo e publicidade, foi criado apenas em 1975.

Em 19 de abril de 2010, a TV Gazeta estreou uma nova programação, com a implantação de novos cenários para seus telejornais. O programa Estação Esporte ganhou nova vinheta e cenário, assim como o ES Comunidade, que voltou a ser chamado de Gazeta Comunidade (nome utilizado na década de 1990). E em 24 de abril, passou a exibir o Em Movimento em alta definição.
Em 2013, a TV Gazeta foi uma das afiliadas da Rede Globo a testar mudanças em sua programação vespertina, que seriam usadas mais tarde em todas as emissoras da rede. Diferente das demais praças, a Sessão da Tarde começou às 13h50, seguido pelo Vale a Pena Ver de Novo às 15h45, e por último, o Vídeo Show às 17h10. Poucos dias depois, a TV Gazeta alterou novamente a ordem da programação e manteve o Vídeo Show às 13h50, invertendo apenas o Vale a Pena Ver de Novo e a Sessão da Tarde.
Em 2015, os programas Estação Esporte e Gazeta Comunidade foram extintos, dando lugar ao Leve a Vida. O Em Movimento mudou de horário e teve sua duração reduzida em 20 minutos, indo ao ar após a edição de sábado do ESTV 1.ª Edição. No mês de novembro, a emissora anunciou a saída de Ted Conti, após 25 anos apresentando o ESTV 2.ª Edição. O apresentador motivou a saída, explicando que iria dedicar a projetos pessoais no exterior e seguindo carreira politica anos depois. O telejornal passou a ser apresentado por Daniela Abreu.
No mês de dezembro, atingida pela crise financeira devido ao baixo faturamento, a TV Gazeta cancelou o programa Leve a Vida, sendo substituído por atrações nacionais da Globo exibidas no horário do programa. Com o fim do Leve a Vida e a redução de tempo do Em Movimento, houve uma série de demissões, incluído profissionais que estavam na emissora há mais de 25 anos, como Sandra Freitas.
Em 20 de outubro de 2018, a emissora realizou mudanças na grade dos sábados. O Em Movimento mudou de horário e passou a ir ao ar depois do Jornal Hoje, e estreou também um novo programa semanal de variedades chamado de AGTV, sob a apresentação de Flávia Mendonça. Com isso, o ESTV 1.ª Edição teve a duração ampliada aos sábados a partir do dia 27 do mesmo mês.
Em 4 de dezembro de 2020, a apresentadora Tatiane Braga anunciou saída do telejornal Bom Dia ES, para se dedicar a projetos pessoais e a família. O Bom Dia Espírito Santo passou a ser apresentado por Fabíola de Paula

## Sinal digital
| Canal virtual | Canal digital | Resolução de tela | Programação                                        |
| ------------- | ------------- | ----------------- | -------------------------------------------------- |
| 4.1           | 22 UHF        | 1080i             | Programação principal da TV Gazeta Vitória / Globo |

Transição para o sinal digital
Com base no decreto federal de transição das emissoras de TV brasileiras do sinal analógico para o digital, a TV Vitória, bem como as outras emissoras de Vitória, cessou suas transmissões pelo canal 4 VHF em 25 de outubro de 2017, seguindo o cronograma oficial da ANATEL.